# Helena Wiśniewska
Helena Wiśniewska (Bydgoszcz, 18 de abril de 1999) é uma canoísta polonesa, medalhista olímpica.

## Carreira
Wiśniewska conquistou a medalha de bronze nos Jogos Olímpicos de Verão de 2020 em Tóquio na prova de K-4 500 m feminino, ao lado de Karolina Naja, Anna Puławska e Justyna Iskrzycka, com o tempo de 1:36.445 minuto.